# Lista dos prefeitos dos municípios da Bahia eleitos em 2012
Esta é uma lista dos prefeitos dos municípios da Bahia eleitos em 2012. Nas eleições municipais brasileiras de 2012, todos os municípios baianos elegeram seus prefeitos. Dos três municípios onde o pleito eleitoral poderia ser decidido em um segundo turno, em dois a possibilidade se efetivou: Vitória da Conquista e Salvador.
Dos políticos abaixo listados, 118 já estavam anteriormente no mandato de governante municipal (2009-2012).
| Nº  | Município                   | Prefeito                                    | Partido | Votos   | %      | Observações |
| --- | --------------------------- | ------------------------------------------- | ------- | ------- | ------ | ----------- |
| 1   | Abaíra                      | João Hipólito Rodrigues Filho               | PSB     | 2.941   | 55,94  | Reeleito    |
| 2   | Abaré                       | Benedito Pedro da Cruz                      | PMDB    | 4.985   | 50,54  | Eleito      |
| 3   | Acajutiba                   | José Luiz Mendes Brito                      | PTC     | 4.568   | 52,47  | Eleito      |
| 4   | Adustina                    | José Aldo Rabelo de Jesus                   | PMDB    | 4.898   | 55,93  | Eleito      |
| 5   | Água Fria                   | Evangivaldo dos Santos Desidério            | PT      | 4.591   | 51,30  | Eleito      |
| 6   | Aiquara                     | Oséas Rebouças de Jesus Filho               | PCdoB   | 1.641   | 47,75  | Eleito      |
| 7   | Alagoinhas                  | Paulo Cezar Simões Silva                    | PDT     | 46.260  | 61,09  | Reeleito    |
| 8   | Alcobaça                    | Bernardo Olívio Firpo Oliveira              | PV      | 7.462   | 57,09  | Eleito      |
| 9   | Almadina                    | Alba Gleide Moura de Gois                   | PSD     | 2.406   | 55,62  | Eleita      |
| 10  | Amargosa                    | Karina Borges Silva                         | PSB     | 9.487   | 51,29  | Eleita      |
| 11  | Amélia Rodrigues            | Antonio Carlos Paim Cardoso                 | PT      | 4.611   | 59,57  | Reeleito    |
| 12  | América Dourada             | Joelson Cardoso do Rosário                  | PT      | 7.336   | 100,00 | Eleito      |
| 13  | Anagé                       | Andréa Oliveira Silva                       | PT      | 8.185   | 60,64  | Eleita      |
| 14  | Andaraí                     | Wilson Paes Cardoso                         | PSB     | 4.319   | 56,70  | Reeleito    |
| 15  | Andorinha                   | José Rodrigues Guimarães Filho              | PP      | 5.210   | 54,52  | Eleito      |
| 16  | Angical                     | Leopoldo de Oliveira Neto                   | PP      | 5.298   | 53,46  | Eleito      |
| 17  | Anguera                     | Mauro Selmo Oliveira Vieira                 | PSD     | 4.773   | 64,16  | Reeleito    |
| 18  | Antas                       | Wanderlei dos Santos Santana                | PP      | 4.644   | 52,13  | Eleito      |
| 19  | Antônio Cardoso             | Felicíssimo Paulino dos Santos Filho        | PDT     | 4.009   | 46,93  | Eleito      |
| 20  | Antônio Gonçalves           | Irenilde Vieira Costa dos Santos            | PR      | 3.446   | 54,28  | Eleita      |
| 21  | Aporá                       | José Raimundo de Santana                    | PT      | 5.760   | 59,00  | Eleito      |
| 22  | Apuarema                    | Jozilene Barreto Ribeiro                    | PR      | 2.191   | 51,10  | Eleita      |
| 23  | Araçás                      | Maria das Graças Trindade Leal              | PT      | 5.130   | 64,13  | Eleita      |
| 24  | Aracatu                     | Sérgio Silveira Maia                        | PV      | 5.011   | 50,94  | Eleito      |
| 25  | Araci                       | Antonio Carvalho da Silva Neto              | PDT     | 14.569  | 52,85  | Eleito      |
| 26  | Aramari                     | José Carlos Alves Nascimento                | PDT     | 3.091   | 45,48  | Reeleito    |
| 27  | Arataca                     | Fernando Mansur Gonzaga                     | PMDB    | 2.421   | 48,33  | Eleito      |
| 28  | Aratuípe                    | Sandra Rita Lago Souza                      | PSD     | 3.301   | 52,77  | Eleita      |
| 29  | Aurelino Leal               | Elizangela Ramos Andrade Garcia             | PP      | 4.513   | 60,74  | Eleita      |
| 30  | Baianópolis                 | Anderson Cleyton Santos Almeida             | PDT     | 4.189   | 44,59  | Eleito      |
| 31  | Baixa Grande                | Pedro Lima Neto                             | PT      | 5.786   | 51,04  | Eleito      |
| 32  | Banzaê                      | Patrícia Nascimento Almeida                 | PT      | 4.112   | 57,47  | Eleita      |
| 33  | Barra                       | Artur Silva Filho                           | PP      | 13.139  | 54,78  | Reeleito    |
| 34  | Barra da Estiva             | Adriano Carlos Dias Pires                   | PV      | 7.217   | 51,18  | Eleito      |
| 35  | Barra do Choça              | Oberdam Rocha Dias                          | PP      | 9.810   | 53,95  | Reeleito    |
| 36  | Barra do Mendes             | Armênio Sodré Nunes                         | PMDB    | 4.765   | 59,77  | Eleito      |
| 37  | Barra do Rocha              | Vera Lúcia Franco Ramos Costa               | PSC     | 1.810   | 50,59  | Eleita      |
| 38  | Barreiras                   | Antonio Henrique de Souza Moreira           | PP      | 23.108  | 33,33  | Eleito      |
| 39  | Barro Alto                  | Paulo Miranda de Sousa                      | PSD     | 4.184   | 54,33  | Eleito      |
| 40  | Barro Preto                 | Jaqueline Reis da Motta                     | PT      | 2.345   | 93,84  | Eleito      |
| 41  | Barrocas                    | José Almir Araújo Queiroz                   | PR      | 5.908   | 61,15  | Reeleito    |
| 42  | Belmonte                    | Alice Maria Magnavita Elias de Britto       | PP      | 4.743   | 42,17  | Eleita      |
| 43  | Belo Campo                  | Cezar Ferreira dos Santos Silva             | PSD     | 4.601   | 41,08  | Reeleito    |
| 44  | Biritinga                   | Gilmário Souza de Oliveira                  | PDT     | 5.482   | 63,17  | Reeleito    |
| 45  | Boa Nova                    | Aete Sá Meira                               | PMDB    | 5.191   | 59,20  | Eleito      |
| 46  | Boa Vista do Tupim          | João Durval Passos Trabuco                  | PT      | 5.266   | 52,88  | Eleito      |
| 47  | Bom Jesus da Lapa           | Eures Ribeiro Pereira                       | PV      | 18.009  | 58,54  | Eleito      |
| 48  | Bom Jesus da Serra          | Welton Silva Andrade                        | PSD     | 3.596   | 60,60  | Eleito      |
| 49  | Boninal                     | Vitor Souza Oliveira Paiva                  | PP      | 3.926   | 55,97  | Eleito      |
| 50  | Bonito                      | Edivam José Cedro de Souza                  | PSD     | 4.496   | 52,18  | Eleito      |
| 51  | Boquira                     | Marco Túlio Vilasbôas                       | PMDB    | 5.082   | 43,96  | Eleito      |
| 52  | Botuporã                    | Hedilio Brandão Marques                     | PMDB    | 3.693   | 50,68  | Eleito      |
| 53  | Brejões                     | Alan Andrade Santos                         | PT      | 4.977   | 61,40  | Reeleito    |
| 54  | Brejolândia                 | Gilmar Ribeiro da Silva                     | PR      | 3.451   | 50,17  | Eleito      |
| 55  | Brotas de Macaúbas          | Cristina Sodré Lima                         | PP      | 3.570   | 50,67  | Eleita      |
| 56  | Brumado                     | Aguiberto Lima Dias                         | PSL     | 19.387  | 53,88  | Eleito      |
| 57  | Buerarema                   | José Agnaldo Barreto dos Anjos              | PDT     | 3.886   | 38,39  | Eleito      |
| 58  | Buritirama                  | Arival Marques Viana                        | PP      | 6.037   | 56,02  | Eleito      |
| 59  | Caatiba                     | Joaquim Mendes de Sousa Junior              | PTdoB   | 2.946   | 100,00 | Eleito      |
| 60  | Cabaceiras do Paraguaçu     | Paulo André Braz Silva                      | PRP     | 5.264   | 53,27  | Eleito      |
| 61  | Cachoeira                   | Carlos Menezes Pereira                      | PP      | 10.341  | 55,70  | Eleito      |
| 62  | Caculé                      | José Roberto Neves                          | DEM     | 7.537   | 60,05  | Eleito      |
| 63  | Caém                        | Arnaldo de Oliveira Filho                   | PSB     | 3.059   | 52,34  | Eleito      |
| 64  | Caetanos                    | José Roberto da Silva                       | PSDB    | 3.324   | 48,85  | Eleito      |
| 65  | Caetité                     | José Barreira de Alencar Filho              | PSB     | 15.685  | 53,80  | Reeleito    |
| 66  | Cafarnaum                   | Euilson Joaquim da Silva                    | PSDB    | 5.117   | 53,87  | Eleito      |
| 67  | Cairu                       | Fernando Antonio dos Santos Brito           | PMDB    | 6.030   | 60,11  | Eleito      |
| 68  | Caldeirão Grande            | João Gama Neto                              | PT      | 3.847   | 58,31  | Eleito      |
| 69  | Camacan                     | Maria Ângela da Silva Cardoso Castro        | PP      | 5.510   | 42,39  | Reeleita    |
| 70  | Camaçari                    | Ademar Delgado das Chagas                   | PT      | 55.680  | 49,43  | Eleito      |
| 71  | Camamu                      | Emiliana Assunção Santos                    | PP      | 5.993   | 86,81  | Eleita      |
| 72  | Campo Alegre de Lourdes     | Delaneide Borges Dias                       | PSD     | 7.417   | 50,41  | Eleita      |
| 73  | Campo Formoso               | Adolfo Emanuel Monteiro de Menezes          | PSD     | 19.234  | 52,30  | Eleito      |
| 74  | Canápolis                   | Rubiê Queiroz de Oliveira                   | PDT     | 2.995   | 46,64  | Reeleito    |
| 75  | Canarana                    | Reinan Oliveira Santos                      | PT      | 7.753   | 58,94  | Eleito      |
| 76  | Canavieiras                 | Antonio Almir Santana Melo                  | PMDB    | 8.213   | 49,74  | Eleito      |
| 77  | Candeal                     | Fernando Nere                               | PMDB    | 2.911   | 49,37  | Eleito      |
| 78  | Candeias                    | Francisco Silva Conceição                   | PMDB    | 18.912  | 40,50  | Eleito      |
| 79  | Candiba                     | Reginaldo Martins Prado                     | PSD     | 4.480   | 52,00  | Reeleito    |
| 80  | Cândido Sales               | Hélio Fortunato Pereira                     | PSB     | 8.828   | 58,90  | Eleito      |
| 81  | Cansanção                   | Ranulfo da Silva Gomes                      | PSD     | 10.312  | 54,75  | Eleito      |
| 82  | Canudos                     | Genário Rabelo de Alcântara Neto            | PSD     | 5.476   | 59,00  | Eleito      |
| 83  | Capela do Alto Alegre       | Joseney da Silva Santos                     | PTB     | 3.829   | 52,22  | Eleito      |
| 84  | Capim Grosso                | Jose Sivaldo Rios de Carvalho               | PSDB    | 9.110   | 58,97  | Eleito      |
| 85  | Caraíbas                    | Luiz Carlos Souza Patez                     | PDT     | 3.755   | 59,25  | Eleito      |
| 86  | Caravelas                   | Jadson Silva Ruas                           | PDT     | 4.939   | 60,88  | Eleito      |
| 87  | Cardeal da Silva            | Maria Quitéria Mendes de Jesus              | PSB     | 2.868   | 53,70  | Reeleita    |
| 88  | Carinhanha                  | Paulo Elísio Cotrim                         | PT      | 7.332   | 48,28  | Eleito      |
| 89  | Casa Nova                   | Wilson Freire Moreira                       | PMDB    | 24.859  | 63,21  | Eleito      |
| 90  | Castro Alves                | Cloves Rocha Oliveira                       | PSD     | 8.915   | 52,04  | Reeleito    |
| 91  | Catolândia                  | Gilvan Pimentel Ataíde                      | PT      | 1.628   | 55,54  | Eleito      |
| 92  | Catu                        | Geranilson Dantas Requião                   | PT      | 16.347  | 55,36  | Eleito      |
| 93  | Caturama                    | Hugo Guedes Mendonça                        | PTB     | 3.301   | 56,51  | Reeleito    |
| 94  | Central                     | Uilson Monteiro da Silva                    | PT      | 5.355   | 54,70  | Eleito      |
| 95  | Chorrochó                   | Rita de Cássia Campos Souza                 | PP      | 3.915   | 57,00  | Eleito      |
| 96  | Cícero Dantas               | Helanio Calazans Oliveira                   | PR      | 9.974   | 57,00  | Eleito      |
| 97  | Cipó                        | Romildo Ferreira Santos                     | PSD     | 5.288   | 53,41  | Eleito      |
| 98  | Coaraci                     | Josefina Maria Castro dos Santos            | PT      | 5.896   | 45,70  | Reeleita    |
| 99  | Cocos                       | Alexnaldo Correia Moreira                   | PP      | 5.930   | 51,94  | Reeleito    |
| 100 | Conceição da Feira          | Raimundo da Cruz Bastos                     | PSC     | 6.689   | 57,37  | Eleito      |
| 101 | Conceição do Almeida        | Antonio Armando da Silva Neves              | PT      | 5.666   | 50,06  | Eleito      |
| 102 | Conceição do Coité          | Francisco de Assis Alves dos Santos         | PT      | 21.301  | 53,89  | Eleito      |
| 103 | Conceição do Jacuípe        | Normelia Maria Rocha Correia                | PRB     | 8.856   | 52,31  | Eleita      |
| 104 | Conde                       | Marly Leal de Oliveira                      | PTN     | 6.683   | 53,68  | Eleita      |
| 105 | Condeúba                    | José Augusto Ribeiro                        | PT      | 6.896   | 62,39  | Eleito      |
| 106 | Contendas do Sincorá        | Ueliton Valdir Palmeira Souza               | PR      | 1.453   | 48,74  | Eleito      |
| 107 | Coração de Maria            | Edimario Paim de Cerqueira                  | PT      | 10.515  | 72,34  | Eleito      |
| 108 | Cordeiros                   | Edvar Ribeiro da Silva                      | PSD     | 2.524   | 51,91  | Eleito      |
| 109 | Coribe                      | Manuel Azevedo Rocha                        | PR      | 4.909   | 49,71  | Eleito      |
| 110 | Coronel João Sá             | José Romualdo Souza Costa                   | PSD     | 5.175   | 50,51  | Eleito      |
| 111 | Correntina                  | Ezequiel Pereira Barbosa                    | PSDB    | 9.159   | 47,34  | Eleito      |
| 112 | Cotegipe                    | José Marcelo Silveira Mariani               | PSD     | 5.024   | 58,75  | Eleito      |
| 113 | Cravolândia                 | Naelson de Souza Lemos                      | PT      | 1.830   | 54,79  | Eleito      |
| 114 | Crisópolis                  | Edinal Alves da Costa                       | PSC     | 5.808   | 52,04  | Eleito      |
| 115 | Cristópolis                 | Antonio Pereira da Silva Filho              | PP      | 5.118   | 53,52  | Eleito      |
| 116 | Cruz das Almas              | Raimundo Jean Cavalcante Silva              | PMDB    | 16.354  | 49,53  | Eleito      |
| 117 | Curaçá                      | Carlos Luiz Brandão Leite                   | PPS     | 8.150   | 42,37  | Eleito      |
| 118 | Dário Meira                 | João Caetano Sampaio Santana                | PDT     | 3.919   | 64,70  | Eleito      |
| 119 | Dias d'Ávila                | Jussara Márcia do Nascimento                | PT      | 22.363  | 71,03  | Eleita      |
| 120 | Dom Basílio                 | Marilton Tanajura Matias                    | PSD     | 4.322   | 53,53  | Eleito      |
| 121 | Dom Macedo Costa            | José dos Santos Fróes                       | PSD     | 1.819   | 55,24  | Eleito      |
| 122 | Elísio Medrado              | Aloísio Figueiredo Andrade Junior           | PSD     | 3.325   | 100,00 | Eleito      |
| 123 | Encruzilhada                | Alcides Pereira Ferraz                      | PT      | 5.442   | 50,36  | Eleito      |
| 124 | Entre Rios                  | Fernando Almeida de Oliveira                | PSD     | 11.009  | 52,52  | Reeleito    |
| 125 | Érico Cardoso               | João Paulo de Souza                         | PT      | 3.666   | 52,82  | Reeleito    |
| 126 | Esplanada                   | Rodrigo de Castro Lima                      | PTN     | 8.743   | 49,40  | Eleito      |
| 127 | Euclides da Cunha           | Maria de Fátima Nunes Soares                | PSD     | 17.311  | 58,02  | Reeleita    |
| 128 | Eunápolis                   | Demétrio Guerrieri Neto                     | PRTB    | 32.844  | 65,59  | Eleito      |
| 129 | Fátima                      | José Idelfonso Borges dos Santos            | PDT     | 7.187   | 66,40  | Reeleito    |
| 130 | Feira da Mata               | Alex Ronan Viana Mota                       | PT      | 2.311   | 57,23  | Reeleito    |
| 131 | Feira de Santana            | José Ronaldo de Carvalho                    | DEM     | 195.967 | 66,04  | Eleito      |
| 132 | Filadélfia                  | Antonio Barbosa dos Santos Junior           | PDT     | 5.160   | 50,95  | Eleito      |
| 133 | Firmino Alves               | Aurelino Moreno da Cunha Neto               | PSB     | 1.996   | 56,18  | Eleito      |
| 134 | Floresta Azul               | Sandra Maísa Balduíno Cardoso Marcelino     | DEM     | 2.811   | 51,11  | Reeleita    |
| 135 | Formosa do Rio Preto        | Jabes Lustosa Nogueira Junior               | PDT     | 5.150   | 37,79  | Eleito      |
| 136 | Gandu                       | Ivo Sampaio Peixoto                         | PCdoB   | 8.114   | 53,17  | Eleito      |
| 137 | Gavião                      | Benvinda de Oliveira Silva                  | PSD     | 2.090   | 61,06  | Reeleita    |
| 138 | Gentio do Ouro              | Ivonilton Vieira dos Santos                 | PSD     | 4.542   | 62,86  | Reeleito    |
| 139 | Glória                      | Ena Vilma Pereira de Souza Negromonte       | PP      | 5.088   | 55,50  | Reeleita    |
| 140 | Gongogi                     | Altamirando de Jesus Santos                 | PDT     | 1.625   | 41,12  | Reeleito    |
| 141 | Governador Mangabeira       | Domingas Souza da Paixão                    | PT      | 6.303   | 51,23  | Reeleita    |
| 142 | Guajeru                     | Gilmar Rocha Cangussu                       | PT      | 2.850   | 57,26  | Eleito      |
| 143 | Guanambi                    | Charles Fernandes Silveira Santana          | PP      | 29.997  | 69,69  | Eleito      |
| 144 | Guaratinga                  | Kenoel Viana Cerqueira                      | PV      | 6.055   | 49,78  | Eleito      |
| 145 | Heliópolis                  | Ildefonso Andrade Fonseca                   | PSC     | 4.201   | 49,79  | Eleito      |
| 146 | Iaçu                        | Nixon Duarte Muniz Ferreira                 | PMDB    | 8.042   | 60,68  | Eleito      |
| 147 | Ibiassucê                   | Manoel Adelino Gomes de Andrade             | PT      | 3.431   | 50,84  | Eleito      |
| 148 | Ibicaraí                    | Lenildo Alves Santana                       | PT      | 7.092   | 100,00 | Reeleito    |
| 149 | Ibicoara                    | Arnaldo Silva Pires                         | PSL     | 5.061   | 49,77  | Eleito      |
| 150 | Ibicuí                      | Abel Cornélio de Morais Filho               | PDT     | 4.630   | 52,49  | Eleito      |
| 151 | Ibipeba                     | Israel Chaves Lélis                         | PP      | 8.562   | 100,00 | Eleito      |
| 152 | Ibipitanga                  | Humberto Raimundo Rodrigues de Oliveira     | PT      | 6.844   | 77,34  | Reeleito    |
| 153 | Ibiquera                    | Rildo Cleber Macedo Ramos                   | PSD     | 1.484   | 54,30  | Reeleito    |
| 154 | Ibirapitanga                | Isravan Lemos Barcelos                      | PSD     | 5.121   | 50,04  | Eleito      |
| 155 | Ibirapuã                    | Rildo Ferreira de Andrade                   | PRP     | 2.590   | 51,95  | Eleito      |
| 156 | Ibirataia                   | Marcos Aurélio de Oliveira Almeida          | PP      | 7.497   | 66,68  | Eleito      |
| 157 | Ibitiara                    | José Roberto dos Santos Oliveira            | PT      | 4.323   | 49,88  | Eleito      |
| 158 | Ibititá                     | Edicley Souza Barreto                       | PSD     | 6.510   | 55,81  | Eleito      |
| 159 | Ibotirama                   | Claudir Terence Lessa Lopes de Oliveira     | PT      | 8.984   | 64,40  | Eleito      |
| 160 | Ichu                        | Antonio George Ferreira Carneiro            | PSC     | 2.319   | 54,76  | Eleito      |
| 161 | Igaporã                     | Newton Francisco Neves Cotrim               | PT      | 4.182   | 91,69  | Reeleito    |
| 162 | Igrapiúna                   | Leandro Luiz Ramos Santos                   | PSB     | 4.780   | 70,26  | Eleito      |
| 163 | Iguaí                       | Murilo Veiga Vieira                         | DEM     | 7.836   | 59,20  | Eleito      |
| 164 | Ilhéus                      | Jabes Souza Ribeiro                         | PP      | 39.733  | 44,09  | Eleito      |
| 165 | Inhambupe                   | Benoni Eduard Leys                          | PT      | 11.052  | 57,35  | Eleito      |
| 166 | Ipecaetá                    | Marcell Silva Gomes                         | PMDB    | 5.295   | 53,18  | Eleito      |
| 167 | Ipiaú                       | Deraldino Alves de Araújo                   | PMDB    | 13.126  | 55,83  | Reeleito    |
| 168 | Ipirá                       | Ana Verena Almeida Rios Colonnezi           | PR      | 14.891  | 46,62  | Eleita      |
| 169 | Ipupiara                    | David Ribeiro Primo                         | PRB     | 3.361   | 59,28  | Reeleito    |
| 170 | Irajuba                     | Antonio Oliveira Sampaio                    | PP      | 2.517   | 58,75  | Reeleito    |
| 171 | Iramaia                     | Antonio Rodrigues Caires                    | PDT     | 3.583   | 50,54  | Eleito      |
| 172 | Iraquara                    | Landualdo Barros Freitas Junior             | PP      | 6.151   | 51,80  | Eleito      |
| 173 | Irará                       | Derivaldo Pinto Cerqueira                   | PT      | 10.435  | 62,02  | Reeleito    |
| 174 | Irecê                       | Luiz Pimentel Sobral                        | PTN     | 16.738  | 51,17  | Eleito      |
| 175 | Itabela                     | Paulo Ernesto Pessanha da Silva             | PR      | 7.924   | 49,86  | Eleito      |
| 176 | Itaberaba                   | João Almeida Mascarenhas Filho              | PP      | 21.988  | 76,11  | Reeleito    |
| 177 | Itabuna                     | Claudevane Moreira Leite                    | PRB     | 45.623  | 41,62  | Eleito      |
| 178 | Itacaré                     | Jarbas Barbosa Barros                       | PSB     | 4.897   | 48,86  | Eleito      |
| 179 | Itaeté                      | Lenise Lopes Campos Estrela                 | PSB     | 4.962   | 65,53  | Eleita      |
| 180 | Itagi                       | Railton de Oliveira Ramos                   | PT      | 2.942   | 35,38  | Eleito      |
| 181 | Itagibá                     | Marcos Valério Barreto                      | PCdoB   | 5.260   | 60,21  | Eleito      |
| 182 | Itagimirim                  | Rielson Santos Lima                         | PMDB    | 1.813   | 40,55  | Reeleito    |
| 183 | Itaguaçu da Bahia           | Adão Alves de Carvalho Filho                | PSD     | 6.027   | 80,86  | Reeleito    |
| 184 | Itaju do Colônia            | Edinaldo Martins dos Santos                 | PT      | 1.623   | 43,27  | Reeleito    |
| 185 | Itajuípe                    | Gilka Borges Badaró                         | PSB     | 6.285   | 49,94  | Eleita      |
| 186 | Itamaraju                   | Manoel Pedro Rodrigues Soares               | PSD     | 16.791  | 55,69  | Eleito      |
| 187 | Itamari                     | Valter Andrade da Silva Junior              | PCdoB   | 2.649   | 50,14  | Eleito      |
| 188 | Itambé                      | Ivan Fernandes Couto Moreira                | PSD     | 7.731   | 57,32  | Eleito      |
| 189 | Itanagra                    | Valdir Jesus de Souza                       | PSB     | 2.033   | 53,47  | Reeleito    |
| 190 | Itanhém                     | Milton Ferreira Guimarães                   | PSB     | 6.236   | 54,47  | Reeleito    |
| 191 | Itaparica                   | Raimundo Nonato da Hora Filho               | PSD     | 5.408   | 44,17  | Eleito      |
| 192 | Itapé                       | Pedro Jackson Brandão Almeida               | PSB     | 3.193   | 45,93  | Eleito      |
| 193 | Itapebi                     | Francisco Antonio de Brito Filho            | PSC     | 3.503   | 55,61  | Eleito      |
| 194 | Itapetinga                  | José Carlos Cruz Cerqueira Moura            | PT      | 15.103  | 43,94  | Reeleito    |
| 195 | Itapicuru                   | José Moreira de Carvalho Neto               | PDT     | 9.003   | 57,91  | Reeleito    |
| 196 | Itapitanga                  | Joaquim Cerqueira de Babo                   | PP      | 2.828   | 59,60  | Eleito      |
| 197 | Itaquara                    | Iracema Guimarães Barretto Araújo           | PMDB    | 2.763   | 54,44  | Eleita      |
| 198 | Itarantim                   | Paulo Fernandes Souto                       | PSB     | 6.552   | 59,98  | Eleito      |
| 199 | Itatim                      | Gilmar Pereira Nogueira                     | PSD     | 5.500   | 61,01  | Eleito      |
| 200 | Itiruçu                     | Wagner Pereira Novaes                       | PSDB    | 3.765   | 52,98  | Eleito      |
| 201 | Itiúba                      | Silvano Santos Carvalho                     | PT      | 10.323  | 52,60  | Eleito      |
| 202 | Itororó                     | Marco Antônio Lacerda Brito                 | PMDB    | 6.320   | 53,42  | Eleito      |
| 203 | Ituaçu                      | Albercio da Costa Brito Filho               | PSB     | 7.115   | 65,17  | Eleito      |
| 204 | Ituberá                     | Iramar Braga de Souza Costa                 | PMDB    | 7.121   | 51,31  | Eleito      |
| 205 | Iuiú                        | Carlos Vagner Lopes Frota                   | PT      | 3.203   | 50,15  | Eleito      |
| 206 | Jaborandi                   | Assuero Alves de Oliveira                   | PSDB    | 3.852   | 60,87  | Eleito      |
| 207 | Jacaraci                    | Deusdedit Carvalho Rocha                    | PSD     | 5.335   | 63,95  | Eleito      |
| 208 | Jacobina                    | Rui Rei Matos Macedo                        | PMDB    | 17.429  | 43,16  | Eleito      |
| 209 | Jaguaquara                  | Giuliano de Andrade Martinelli              | PP      | 12.368  | 49,16  | Eleito      |
| 210 | Jaguarari                   | Antonio Ferreira do Nascimento              | PT      | 6.072   | 35,78  | Reeleito    |
| 211 | Jaguaripe                   | Heráclito Rocha Arandas                     | PR      | 6.048   | 68,77  | Eleito      |
| 212 | Jandaíra                    | Roberto Carlos Leite de Ávila               | PMDB    | 3.399   | 58,94  | Reeleito    |
| 213 | Jequié                      | Tânia Diniz Correia Leite de Britto         | PP      | 58.595  | 74,53  | Eleita      |
| 214 | Jeremoabo                   | Anabel de Sá Lima Carvalho                  | PSD     | 10.059  | 51,87  | Eleita      |
| 215 | Jiquiriçá                   | Valdemar Andrade Filho                      | PR      | 4.755   | 58,46  | Eleito      |
| 216 | Jitaúna                     | Edson Silva Souza                           | PT      | 5.055   | 100,00 | Eleito      |
| 217 | João Dourado                | Rui Dourado Araújo                          | PMDB    | 7.114   | 54,59  | Reeleito    |
| 218 | Juazeiro                    | Isaac Cavalcante de Carvalho                | PCdoB   | 55.982  | 54,58  | Reeleito    |
| 219 | Jucuruçu                    | Uberlândia Carmos Pereira                   | PSD     | 4.030   | 62,21  | Eleito      |
| 220 | Jussara                     | Hailton Mendes Dias                         | PSD     | 4.349   | 48,03  | Eleito      |
| 221 | Jussari                     | Walnio Ribeiro Muniz                        | PT      | 2.193   | 55,38  | Eleito      |
| 222 | Jussiape                    | Procópio Pereira de Alencar                 | PDT     | 3.121   | 58,48  | Eleito      |
| 223 | Lafaiete Coutinho           | Zenildo Brandão Santana                     | PP      | 2.273   | 100,00 | Reeleito    |
| 224 | Lagoa Real                  | Francisco José Cardoso de Freitas           | PSD     | 3.870   | 49,63  | Eleito      |
| 225 | Laje                        | José Emiran Carvalho Feitosa                | PT      | 7.262   | 53,12  | Eleito      |
| 226 | Lajedão                     | Humberto Carvalho Côrtes                    | DEM     | 2.078   | 57,10  | Eleito      |
| 227 | Lajedinho                   | Antonio Mário Lima Silva                    | PSD     | 1.833   | 76,06  | Reeleito    |
| 228 | Lajedo do Tabocal           | Adalício Almeida da Silva                   | PDT     | 2.301   | 51,63  | Eleito      |
| 229 | Lamarão                     | Dival Medeiros Pinheiro                     | PT      | 3.997   | 80,08  | Eleito      |
| 230 | Lapão                       | José Ricardo Rodrigues Barbosa              | PSD     | 8.700   | 55,02  | Eleito      |
| 231 | Lauro de Freitas            | Márcio Araponga Paiva                       | PP      | 41.875  | 53,29  | Eleito      |
| 232 | Lençóis                     | Moema Rebouças Maciel                       | PSD     | 3.035   | 56,85  | Eleita      |
| 233 | Licínio de Almeida          | Alan Lacerda Leite                          | PV      | 3.961   | 54,19  | Reeleito    |
| 234 | Livramento de Nossa Senhora | Paulo César Cardoso de Azevedo              | PRP     | 14.286  | 56,30  | Eleito      |
| 235 | Luís Eduardo Magalhães      | Humberto Santa Cruz Filho                   | PP      | 15.414  | 53,12  | Reeleito    |
| 236 | Macajuba                    | Fernão Dias de Ramalho Sampaio              | PMDB    | 4.146   | 58,74  | Eleito      |
| 237 | Macarani                    | Antonio Carlos Macedo Araújo                | PMDB    | 5.608   | 56,17  | Reeleito    |
| 238 | Macaúbas                    | José João Pereira                           | PSB     | 13.444  | 55,65  | Eleito      |
| 239 | Macururé                    | Silma Eliane Adriano do Nascimento Carvalho | PT      | 2.738   | 52,81  | Reeleita    |
| 240 | Madre de Deus               | Carmen Gandarela Guedes                     | PT      | 7.931   | 66,84  | Eleita      |
| 241 | Maetinga                    | Edcarlos Lima Oliveira                      | PT      | 2.568   | 50,66  | Eleito      |
| 242 | Maiquinique                 | Maria Aparecida Lacerda Campos              | PMN     | 2.784   | 50,88  | Eleita      |
| 243 | Mairi                       | Raimundo de Almeida Carvalho                | PDT     | 6.083   | 56,41  | Eleito      |
| 244 | Malhada                     | Gimmy Everton Mouraria Ramos                | PT      | 5.705   | 57,53  | Eleito      |
| 245 | Malhada de Pedras           | Valdecir Alves Bezerra                      | PT      | 3.096   | 53,60  | Reeleito    |
| 246 | Manoel Vitorino             | Lenilton Pereira Lopes                      | PDT     | 4.297   | 48,82  | Reeleito    |
| 247 | Mansidão                    | Ney Borges de Oliveira                      | PMDB    | 4.417   | 60,61  | Eleito      |
| 248 | Maracás                     | Paulo Sérgio dos Anjos                      | PT      | 8.017   | 56,07  | Eleito      |
| 249 | Maragogipe                  | Vera Lúcia Maria dos Santos                 | PMDB    | 13.035  | 53,37  | Eleita      |
| 250 | Maraú                       | Maria das Graças de Deus Viana              | PP      | 5.928   | 67,75  | Eleita      |
| 251 | Marcionílio Souza           | Adenilton dos Santos Meira                  | PTB     | 3.057   | 55,57  | Eleito      |
| 252 | Mascote                     | Washington Luiz da Silva Santana            | PP      | 3.629   | 51,50  | Eleito      |
| 253 | Mata de São João            | Otávio Marcelo Matos de Oliveira            | PP      | 16.671  | 64,42  | Eleito      |
| 254 | Matina                      | Juscélio Alves Fonseca                      | PP      | 3.569   | 51,75  | Eleito      |
| 255 | Medeiros Neto               | Nilson Vilas Boas Costa                     | PSB     | 7.579   | 57,07  | Eleito      |
| 256 | Miguel Calmon               | Nadson Roberto Sampaio Souza                | DEM     | 7.530   | 51,94  | Eleito      |
| 257 | Milagres                    | Raimundo de Souza Silva                     | PSD     | 3.579   | 52,42  | Reeleito    |
| 258 | Mirangaba                   | Dirceu Mendes Ribeiro                       | PDT     | 4.395   | 50,87  | Eleito      |
| 259 | Mirante                     | Hélio Ramos Lima                            | PMDB    | 3.540   | 65,65  | Reeleito    |
| 260 | Monte Santo                 | Jorge José de Andrade                       | PP      | 15.104  | 52,52  | Eleito      |
| 261 | Morpará                     | Edinalva Pereira de Almeida                 | PR      | 2.855   | 50,51  | Eleita      |
| 262 | Morro do Chapéu             | Cleová Oliveira Barreto                     | PSD     | 8.226   | 47,50  | Reeleito    |
| 263 | Mortugaba                   | Heráclito Luiz Paixão Matos                 | PT      | 3.885   | 53,70  | Eleito      |
| 264 | Mucugê                      | Ana Olímpia Hora Medrado                    | PP      | 3.936   | 58,98  | Eleita      |
| 265 | Mucuri                      | Paulo Alexandre Matos Griffo                | PDT     | 10.771  | 57,26  | Reeleito    |
| 266 | Mulungu do Morro            | Fredson Cosme Andrade de Souza              | PSB     | 3.928   | 61,08  | Eleito      |
| 267 | Mundo Novo                  | Luzinar Gomes Medeiros                      | PSD     | 6.405   | 55,81  | Eleita      |
| 268 | Muniz Ferreira              | Clóvis dos Santos Penine                    | PCdoB   | 3.146   | 53,57  | Eleito      |
| 269 | Muquém de São Francisco     | Evandro dos Santos Guimarães                | PT      | 3.368   | 100,00 | Eleito      |
| 270 | Muritiba                    | Roque Luiz Dias dos Santos                  | PDT     | 8.372   | 50,75  | Eleito      |
| 271 | Mutuípe                     | Luís Carlos Cardoso da Silva                | PT      | 6.338   | 50,39  | Eleito      |
| 272 | Nazaré                      | Milton Rabelo de Almeida Júnior             | PTN     | 8.625   | 52,80  | Eleito      |
| 273 | Nilo Peçanha                | Carlos Antonio Bonfim de Azevedo            | PP      | 4.216   | 62,83  | Eleito      |
| 274 | Nordestina                  | Wilson Araújo Matos                         | PSD     | 3.632   | 56,56  | Eleito      |
| 275 | Nova Canaã                  | Raquel Lopes Andrade                        | PSB     | 4.449   | 48,58  | Eleita      |
| 276 | Nova Fátima                 | Amado Moreira da Cunha                      | PR      | 3.118   | 52,68  | Eleito      |
| 277 | Nova Ibiá                   | Fábio Moura Caires                          | PSD     | 2.677   | 62,80  | Eleito      |
| 278 | Nova Itarana                | Eduardo Alves da Silva                      | PSD     | 2.833   | 66,28  | Eleito      |
| 279 | Nova Redenção               | Anna Guadalupe Pinheiro Luquini Azevedo     | PSD     | 2.626   | 53,17  | Eleita      |
| 280 | Nova Soure                  | José Arivaldo Ferreira Soares               | PDT     | 7.628   | 57,13  | Reeleito    |
| 281 | Nova Viçosa                 | Marvio Lavor Mendes                         | PMDB    | 9.650   | 47,72  | Eleito      |
| 282 | Novo Horizonte              | Itamar Lopes da Costa                       | PT      | 3.575   | 54,70  | Eleito      |
| 283 | Novo Triunfo                | João Batista de Santana                     | PDT     | 3.743   | 65,59  | Eleito      |
| 284 | Olindina                    | Bianca Menezes de Jesus Souza               | PMDB    | 8.133   | 60,37  | Eleita      |
| 285 | Oliveira dos Brejinhos      | Cleriston Uaide Reis Guedes Pereira         | PP      | 7.897   | 65,87  | Eleito      |
| 286 | Ouriçangas                  | Givaldo da Paixão Santos                    | PSD     | 2.824   | 46,72  | Eleito      |
| 287 | Ourolândia                  | Yhonara Rocha de Almeida Freire             | PT      | 5.318   | 53,62  | Eleita      |
| 288 | Palmas de Monte Alto        | Fernando Nogueira Laranjeira                | PMDB    | 6.141   | 50,21  | Eleito      |
| 289 | Palmeiras                   | Adriano de Queiroz Alves                    | PPS     | 2.853   | 57,86  | Eleito      |
| 290 | Paramirim                   | Júlio Bernardo Brito Vieira Bittencourt     | PSD     | 6.857   | 58,64  | Reeleito    |
| 291 | Paratinga                   | Eliezer Pereira Dourado Filho               | PP      | 8.876   | 52,31  | Eleito      |
| 292 | Paripiranga                 | George Roberto Ribeiro Nascimento           | PSD     | 8.896   | 51,97  | Reeleito    |
| 293 | Pau Brasil                  | José Alberto dos Santos Rocha               | PDT     | 3.109   | 55,82  | Eleito      |
| 294 | Paulo Afonso                | Anilton Bastos Pereira                      | PDT     | 35.193  | 65,65  | Reeleito    |
| 295 | Pé de Serra                 | Hildefonso Vitório dos Santos               | PT      | 4.438   | 50,95  | Reeleito    |
| 296 | Pedrão                      | Jacob Pereira da Silva                      | PP      | 2.825   | 57,54  | Eleito      |
| 297 | Pedro Alexandre             | Salorylton de Oliveira                      | PP      | 3.245   | 47,52  | Eleito      |
| 298 | Piatã                       | Edwilson Oliveira Marques                   | PTB     | 5.683   | 50,07  | Eleito      |
| 299 | Pilão Arcado                | João Ubiratan Queiroz Lima                  | PSD     | 9.029   | 51,56  | Reeleito    |
| 300 | Pindaí                      | Rosane Madalena Ladeia Pereira Prado        | PSDB    | 5.427   | 58,47  | Eleita      |
| 301 | Pindobaçu                   | Marlos André Carvalho Brito                 | PT      | 6.145   | 52,06  | Eleito      |
| 302 | Pintadas                    | Edenivaldo Ferreira Mendes                  | PT      | 3.362   | 54,45  | Eleito      |
| 303 | Piraí do Norte              | Heráclito Menezes Leite                     | PMDB    | 2.287   | 51,28  | Reeleito    |
| 304 | Piripá                      | Sueli Bispo Gonçalves                       | PP      | 3.166   | 48,41  | Eleita      |
| 305 | Piritiba                    | Ivan Silva Cedraz                           | PSB     | 5.077   | 51,16  | Eleito      |
| 306 | Planaltino                  | José Carlos Gomes Nascimento                | PCdoB   | 2.450   | 50,81  | Eleito      |
| 307 | Planalto                    | Cloves Alves Andrade                        | PT      | 7.961   | 57,20  | Eleito      |
| 308 | Poções                      | Otto Wagner de Magalhães                    | PCdoB   | 11.006  | 51,12  | Eleito      |
| 309 | Pojuca                      | Gerusa Dias Laudano                         | PSD     | 4.880   | 24,12  | Reeleita    |
| 310 | Ponto Novo                  | Adelson Carneiro Maia                       | PP      | 4.560   | 52,89  | Eleito      |
| 311 | Porto Seguro                | Cláudia Silva Santos Oliveira               | PSD     | 20.622  | 36,55  | Eleita      |
| 312 | Potiraguá                   | Luís Soares da Silva                        | PT      | 3.142   | 50,19  | Eleito      |
| 313 | Prado                       | Mayra Pires Brito                           | PP      | 8.600   | 58,70  | Eleita      |
| 314 | Presidente Dutra            | Roberto Carlos Alves de Souza               | PMDB    | 5.622   | 64,91  | Reeleito    |
| 315 | Presidente Jânio Quadros    | Alex da Silva                               | PT      | 4.733   | 62,33  | Eleito      |
| 316 | Presidente Tancredo Neves   | Moacy Pereira dos Santos                    | PDT     | 7.770   | 53,04  | Eleito      |
| 317 | Queimadas                   | Tarcísio de Oliveira Pedreira               | PR      | 6.615   | 47,43  | Eleito      |
| 318 | Quijingue                   | Almiro Costa Abreu Filho                    | PT      | 8.249   | 51,69  | Eleito      |
| 319 | Quixabeira                  | Eliezer Costa de Oliveira                   | PT      | 3.212   | 53,09  | Reeleito    |
| 320 | Rafael Jambeiro             | Joeldeval de Souza de Carmo                 | PMDB    | 7.168   | 55,22  | Eleito      |
| 321 | Remanso                     | Celso Silva e Sousa                         | PT      | 12.112  | 55,68  | Eleito      |
| 322 | Retirolândia                | André Araújo Martins dos Santos             | PSD     | 3.462   | 38,97  | Eleito      |
| 323 | Riachão das Neves           | Hamilton Santana de Lima                    | PDT     | 4.672   | 34,45  | Eleito      |
| 324 | Riachão do Jacuípe          | Tânia Regina Alves de Matos                 | PDT     | 11.222  | 55,32  | Eleita      |
| 325 | Riacho de Santana           | Tito Eugênio Cardoso de Castro              | PDT     | 9.345   | 52,57  | Reeleito    |
| 326 | Ribeira do Amparo           | Tetiana de Paula Fontes Cedro Britto        | PSD     | 4.019   | 47,80  | Eleita      |
| 327 | Ribeira do Pombal           | Ricardo Maia Chaves de Souza                | PSD     | 14.340  | 52,24  | Eleito      |
| 328 | Ribeirão do Largo           | Valdomiro Guimarães Brito                   | PMDB    | 3.217   | 50,00  | Eleito      |
| 329 | Rio de Contas               | Márcio de Oliveira Farias                   | PSD     | 4.693   | 51,72  | Reeleito    |
| 330 | Rio do Antônio              | Humberto Célio Guimarães                    | DEM     | 4.112   | 52,57  | Eleito      |
| 331 | Rio do Pires                | José Ney Nardes                             | PMDB    | 4.500   | 53,74  | Reeleito    |
| 332 | Rio Real                    | Orlando Brito de Almeida                    | PSB     | 11.701  | 55,55  | Eleito      |
| 333 | Rodelas                     | Emanuel Rodrigues Ferreira                  | PCdoB   | 3.153   | 61,62  | Reeleito    |
| 334 | Ruy Barbosa                 | José Bonifácio Marques Dourado              | PT      | 8.779   | 54,52  | Reeleito    |
| 335 | Salinas da Margarida        | Jorge Antonio Castellucci Ferreira          | PV      | 4.541   | 51,23  | Eleito      |
| 336 | Salvador                    | Antonio Carlos Peixoto de Magalhães Neto    | DEM     | 518.976 | 40,17  | Eleito      |
| 337 | Santa Bárbara               | Nilton César Estrela de Menezes             | PP      | 7.511   | 55,75  | Eleito      |
| 338 | Santa Brígida               | Carlos Clériston Santana Gomes              | PT      | 4.392   | 99,77  | Eleito      |
| 339 | Santa Cruz Cabrália         | Jorge Monteiro Pontes                       | PT      | 4.342   | 32,72  | Reeleito    |
| 340 | Santa Cruz da Vitória       | Jackson Bonfim de Castro                    | PP      | 1.815   | 51,81  | Reeleito    |
| 341 | Santa Inês                  | José Afrânio Braga Pinheiro                 | PCdoB   | 2.672   | 43,53  | Eleito      |
| 342 | Santa Luzia                 | Antonio Guilherme dos Santos                | PSD     | 3.723   | 62,47  | Eleito      |
| 343 | Santa Maria da Vitória      | Amario dos Santos Santana                   | PT      | 9.674   | 43,84  | Reeleito    |
| 344 | Santa Rita de Cássia        | Joaquim Geraldo Mendes                      | PMDB    | 6.283   | 36,16  | Eleito      |
| 345 | Santa Terezinha             | Ailton de Oliveira Santana                  | PT      | 4.158   | 99,52  | Eleito      |
| 346 | Santaluz                    | Zenon Nunes da Silva Filho                  | PSD     | 11.253  | 49,45  | Eleito      |
| 347 | Santana                     | Wilson Neves de Almeida                     | PP      | 7.743   | 51,32  | Eleito      |
| 348 | Santanópolis                | Juarez Almeida Tavares                      | PSD     | 3.710   | 55,09  | Reeleito    |
| 349 | Santo Amaro                 | Ricardo Jasson Magalhães Machado do Carmo   | PT      | 20.387  | 61,04  | Reeleito    |
| 350 | Santo Antônio de Jesus      | Humberto Soares Leite                       | PDT     | 24.748  | 49,72  | Eleito      |
| 351 | Santo Estevão               | Orlando Santiago                            | PSD     | 12.710  | 50,33  | Eleito      |
| 352 | São Desidério               | Ademilton Barbosa dos Santos                | PMDB    | 9.576   | 64,29  | Eleito      |
| 353 | São Domingos                | Domingos Nafitel Ramos Oliveira             | PP      | 3.053   | 51,92  | Eleito      |
| 354 | São Felipe                  | Francisco Andrade Ferreira                  | PP      | 6.874   | 50,09  | Reeleito    |
| 355 | São Félix                   | Eduardo José de Macedo Junior               | PSB     | 4.114   | 50,16  | Eleito      |
| 356 | São Félix do Coribe         | Moacir Pimenta Montenegro                   | PSD     | 4.294   | 50,69  | Eleito      |
| 357 | São Francisco do Conde      | Rilza Valentim de Almeida Pena              | PT      | 19.403  | 75,89  | Reeleita    |
| 358 | São Gabriel                 | Gean Ângela Rocha                           | PSD     | 6.481   | 52,15  | Eleita      |
| 359 | São Gonçalo dos Campos      | Antonio Dessa Cardozo                       | PSD     | 6.502   | 34,20  | Reeleito    |
| 360 | São José da Vitória         | Roberto Francisco dos Santos                | PT      | 2.736   | 68,50  | Eleito      |
| 361 | São José do Jacuípe         | Maria Verusa Costa Matos                    | PSDB    | 3.329   | 54,30  | Eleita      |
| 362 | São Miguel das Matas        | Manoel Alves Bomfim                         | PDT     | 3.949   | 54,64  | Reeleito    |
| 363 | São Sebastião do Passé      | Janser Soares Mesquita                      | PMDB    | 14.887  | 62,23  | Eleito      |
| 364 | Sapeaçu                     | Jonival Lucas da Silva Junior               | PTB     | 5.102   | 46,41  | Eleito      |
| 365 | Sátiro Dias                 | Pedro Raimundo Santana da Cruz              | PDT     | 5.025   | 52,46  | Eleito      |
| 366 | Saubara                     | Joelson Silva das Virgens                   | PSB     | 4.529   | 49,84  | Eleito      |
| 367 | Saúde                       | Antonio Fernando Ferreira Rocha             | PRP     | 2.973   | 46,34  | Reeleito    |
| 368 | Seabra                      | José Luiz Maciel Rocha                      | PSB     | 11.069  | 49,28  | Reeleito    |
| 369 | Sebastião Laranjeiras       | Luciana Leão Muniz                          | PR      | 3.170   | 55,24  | Reeleita    |
| 370 | Senhor do Bonfim            | Edivaldo Martins Correia                    | PTN     | 18.353  | 48,83  | Eleito      |
| 371 | Sento Sé                    | Ednaldo dos Santos Barros                   | PSDB    | 11.018  | 51,98  | Reeleito    |
| 372 | Serra do Ramalho            | Deoclides Magalhães Rodrigues               | PPS     | 6.122   | 37,54  | Eleito      |
| 373 | Serra Dourada               | José Milton Frota de Souza                  | PT      | 6.658   | 53,81  | Eleito      |
| 374 | Serra Preta                 | Adeil Figueredo Pedreira                    | PMDB    | 7.467   | 61,76  | Reeleito    |
| 375 | Serrinha                    | Osni Cardoso de Araújo                      | PT      | 24.142  | 59,36  | Reeleito    |
| 376 | Serrolândia                 | Gildo Mota Bispo                            | PCdoB   | 4.206   | 60,98  | Reeleito    |
| 377 | Simões Filho                | José Eduardo Mendonça de Alencar            | PSD     | 30.312  | 52,92  | Reeleito    |
| 378 | Sítio do Mato               | Alfredo de Oliveira Magalhães Junior        | PDT     | 3.034   | 39,57  | Eleito      |
| 379 | Sítio do Quinto             | Cleigivaldo Carvalho Santa Rosa             | PDT     | 4.214   | 59,73  | Reeleito    |
| 380 | Sobradinho                  | Luiz Vicente Berti Torres Sanjuan           | PDT     | 8.271   | 100,00 | Eleito      |
| 381 | Souto Soares                | Cássio Cléber Evangelista de Araujo         | PCdoB   | 4.556   | 50,25  | Eleito      |
| 382 | Tabocas do Brejo Velho      | Humberto Pereira da Silva                   | PR      | 4.296   | 51,93  | Eleito      |
| 383 | Tanhaçu                     | João Francisco Santos                       | PT      | 7.019   | 51,82  | Reeleito    |
| 384 | Tanque Novo                 | José Messias Carneiro                       | PMDB    | 5.203   | 54,38  | Eleito      |
| 385 | Tanquinho                   | Jorge Flamarion Ramos de Souza              | PT      | 2.832   | 52,98  | Reeleito    |
| 386 | Taperoá                     | Antonio Fernando Brito Pinto                | PT      | 6.477   | 71,86  | Reeleito    |
| 387 | Tapiramutá                  | Luciano Nery Marques                        | PP      | 4.675   | 61,00  | Reeleito    |
| 388 | Teixeira de Freitas         | João Bosco Bittencourt                      | PT      | 38.666  | 57,75  | Eleito      |
| 389 | Teodoro Sampaio             | Akira Suga                                  | PSB     | 2.236   | 43,45  | Eleito      |
| 390 | Teofilândia                 | Adriano de Araújo                           | PT      | 7.726   | 61,75  | Eleito      |
| 391 | Teolândia                   | Lázaro Andrade de Oliveira                  | PMDB    | 4.256   | 54,05  | Eleito      |
| 392 | Terra Nova                  | Francisco Hélio de Souza                    | PMDB    | 4.148   | 53,43  | Reeleito    |
| 393 | Tremedal                    | Márcio Ferraz de Oliveira                   | PT      | 6.341   | 53,10  | Eleito      |
| 394 | Tucano                      | Igor Moreira Nunes                          | PT      | 14.517  | 54,58  | Eleito      |
| 395 | Uauá                        | Olímpio Cardoso Filho                       | PDT     | 7.806   | 50,31  | Eleito      |
| 396 | Ubaíra                      | Fábio Cristiano Rocha Pinheiro              | PT      | 6.446   | 54,08  | Eleito      |
| 397 | Ubaitaba                    | Asclepíades de Almeida Queiroz              | PMDB    | 5.955   | 55,51  | Eleito      |
| 398 | Ubatã                       | Simeia Queiroz de Souza                     | PSB     | 4.011   | 45,17  | Eleita      |
| 399 | Uibaí                       | Pedro Rocha Filho                           | PT      | 4.499   | 50,26  | Reeleito    |
| 400 | Umburanas                   | Mirian Bruno da Silva                       | PDT     | 4.144   | 50,20  | Eleita      |
| 401 | Una                         | Diane Brito Rusciolelli                     | PSD     | 5.090   | 59,37  | Eleita      |
| 402 | Urandi                      | Dorival Barbosa do Carmo                    | PP      | 5.912   | 64,38  | Eleito      |
| 403 | Uruçuca                     | Fernanda Santos da Silva                    | PT      | 7.141   | 53,78  | Eleita      |
| 404 | Utinga                      | Luiz Alberto Silva Muniz                    | PSD     | 5.442   | 56,06  | Eleito      |
| 405 | Valença                     | Jucélia Sousa do Nascimento                 | PTN     | 15.076  | 36,87  | Eleita      |
| 406 | Valente                     | Ismael Ferreira de Oliveira                 | PT      | 7.914   | 53,29  | Eleito      |
| 407 | Várzea da Roça              | Edemilton dos Santos Rios                   | DEM     | 3.902   | 49,60  | Eleito      |
| 408 | Várzea do Poço              | Paulo José Ferreira                         | PCdoB   | 2.853   | 52,31  | Eleito      |
| 409 | Várzea Nova                 | Dion Avelino da Silva                       | PSD     | 3.653   | 54,65  | Eleito      |
| 410 | Varzedo                     | Radaman de Sousa Barreto                    | PT      | 3.802   | 61,68  | Reeleito    |
| 411 | Vera Cruz                   | Antonio Magno de Souza Filho                | PT      | 11.356  | 54,27  | Reeleito    |
| 412 | Vereda                      | Dinoel Souza Carvalho                       | PSD     | 3.097   | 62,77  | Eleito      |
| 413 | Vitória da Conquista        | Guilherme Menezes de Andrade                | PT      | 77.061  | 49,12  | Reeleito    |
| 414 | Wagner                      | Natã Garcia Hora                            | PSD     | 2.628   | 50,41  | Eleito      |
| 415 | Wanderley                   | José Conceição dos Santos                   | PMDB    | 3.988   | 47,63  | Eleito      |
| 416 | Wenceslau Guimarães         | Nestor Vicente dos Santos                   | PDT     | 7.155   | 61,60  | Eleito      |
| 417 | Xique-Xique                 | Alfredo Ricardo Bessa Magalhães             | PT      | 13.425  | 53,19  | Eleito      |